# Mosasaurus
Mosasaurus (Mosassauro) é um género de lagartos marinhos mosassaurideos que viveram em torno de 90 milhões de anos atrás no oceano Atlântico, e tem um certo parentesco com os atuais varanídeos. O nome é devido a seus primeiros fósseis, encontrados em 1770 por Georges Cuvier, terem sido encontrados no vale do rio Mosa, na Holanda. As afinidades exatas do Mosassauro como escamado permanecem controversas e os cientistas continuam a debater se seus parentes vivos mais próximos são lagartos ou cobras.
Existe uma variabilidade morfológica considerável entre as espécies atualmente reconhecidas no mosassauro — desde o grande e robusto M. hoffmannii até o esbelto e serpentino M. lemonnieri — mas um diagnóstico pouco claro (descrição de características distintivas) das espécies-tipo de M. hoffmannii levou a uma classificação que têm sido historicamente problemática. Como resultado, mais de cinquenta espécies diferentes foram atribuídas ao gênero no passado. Uma redescrição do tipo de espécime em 2017 ajudou a resolver o problema de taxonomia e confirmou que pelo menos cinco espécies estão dentro do gênero. Outras cinco espécies ainda nominalmente classificadas dentro do mosassauro estão previstas para serem reavaliadas em um estudo futuro.

## Descrição

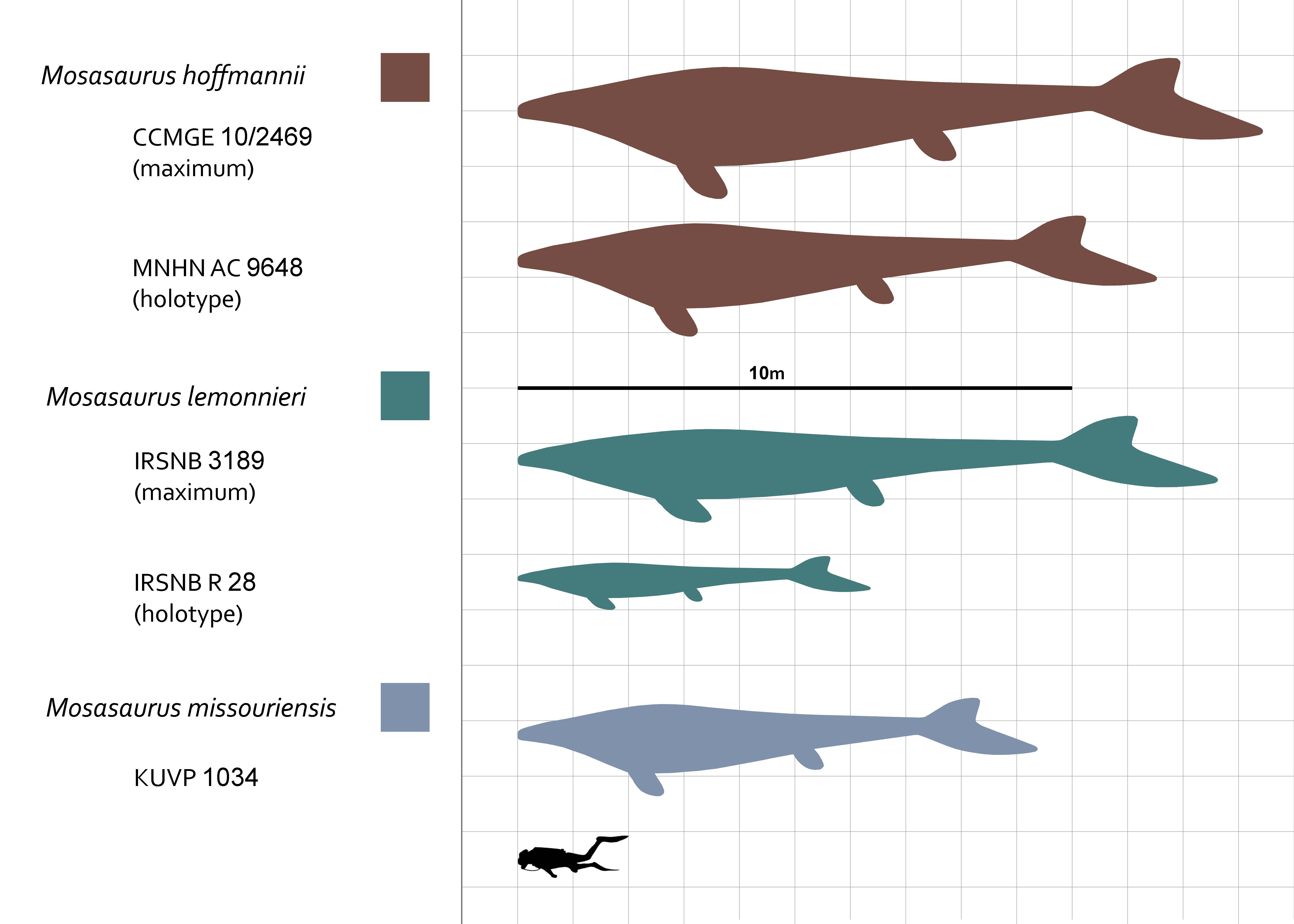
Comparação de tamanho entre um humano com algumas espécies de Mosassauro

O crânio do mosassauro era equipado com mandíbulas robustas capazes de balançar para frente e para trás e músculos fortes capazes de mordidas poderosas usando dezenas de dentes grandes adaptados para cortar presas. Seus quatro membros eram moldados em pás robustas para guiar o animal debaixo d'água. Sua cauda era longa e terminava em uma curva para baixo e uma pata em forma de remo. O mosassauro era um predador com excelente visão para compensar seu mau olfato e uma alta taxa metabólica sugerindo que era endotérmico ("sangue quente"), uma adaptação encontrada apenas em mosassauros entre os escamados.

### Tamanho

Comparação de algumas especies de Mosassauro com um humano, incluindo uma demonstração dos rácios usados em Russell et al. 1967 e em Fanti et al. 2014

Algumas espécies de Mosassauros são consideradas as maiores espécies de mosassaurideos conhecidas, seu grande tamanho ja foi debatido diversas vezes, uma vez que são conhecidos principalmente por crânios. Baseado nisso, Russel em 1967 concluiu que o tamanho da mandíbula era igual a um décimo do comprimento do corpo, fazendo um rácio de 1:10, esse rácio mesmo sem nenhuma justificativa explícita futuramente em 2014 seria aplicado no espécime de M. hoffmannii "Penza", fazendo uma estimativa de 17,1 metros de comprimento, devido a ter uma mandíbula inferior com o comprimento de 1,71 metros, no entanto, no mesmo ano, Fanti et al. argumentam baseado em esqueletos quase completos de Prognathodon que seria mais provável que o comprimento total do Mosassauro fosse mais semelhante a um rácio de 1:7, no mesmo artigo também é estimado um espécime de M. hoffmannii em mais em 11 metros de comprimento e 10 toneladas de peso. 

## Paleobiologia
Evidências fósseis sugerem que o mosassauro habitava grande parte do Oceano Atlântico e dos mares adjacentes a ele. Os continentes onde foram encontrados fósseis de mosassauro incluem América do Norte, América do Sul, Europa, África, Ásia Ocidental e Antártida. Essa distribuição abrangeu uma ampla gama de climas oceânicos, incluindo climas tropicais, subtropicais, temperados e subpolares. 

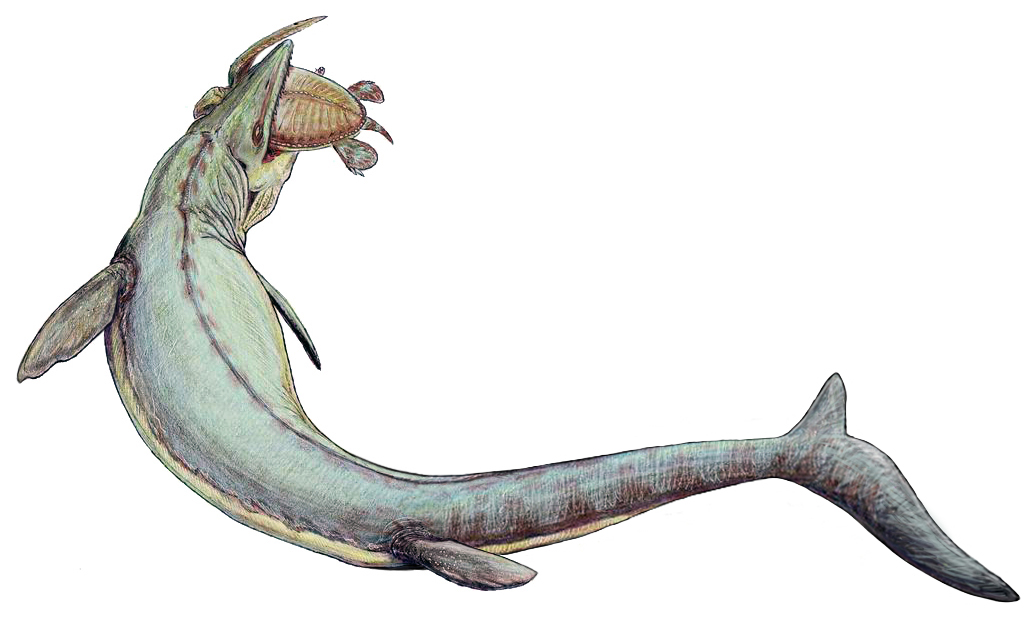
Reconstrução de um Mosassauro predando uma tartaruga marinha

 O mosassauro era um grande predador comum nestes oceanos e estava posicionado no topo da cadeia alimentar. Paleontólogos acreditam que sua dieta incluiria praticamente qualquer animal; provavelmente predava peixes ósseos, tubarões, cefalópodes, pássaros e outros répteis marinhos, incluindo tartarugas marinhas e outros mosassauros. Acredita-se que provavelmente preferiam caçar em águas abertas perto da superfície. Do ponto de vista ecológico, o mosassauro provavelmente teve um impacto profundo na estruturação dos ecossistemas marinhos; sua chegada em alguns locais como o Mar Interior Ocidental na América do Norte coincide com uma mudança completa da assembleia faunística e diversidade. mosassauro enfrentou competição com outros grandes mosassauros predadores, como o Prognathodon e o Tilossauro — que eram conhecidos por se alimentarem de presas semelhantes, embora fossem capazes de coexistir nos mesmos ecossistemas por meio de particionamento de nicho. Ainda havia conflitos entre eles, já que foi documentado um caso de Tilossauro atacando um mosassauro. Vários fósseis documentam ataques deliberados a indivíduos de mosassauro por membros da mesma espécie. As lutas internas provavelmente ocorreram na forma de luta de focinho, semelhantemente visto em crocodilos modernos hoje.